# Světce
Světce (en allemand : Swietze) est une commune du district de Jindřichův Hradec, dans la région de Bohême-du-Sud, en République tchèque. Sa population s'élevait à 132 habitants en 2020.

## Géographie
Světce se trouve à 2 km au nord-est du centre de Deštná, à 15 km au nord-nord-ouest de Jindřichův Hradec, à 47 km au nord-est de České Budějovice et à 97 km au sud-sud-est de Prague.
La commune est limitée par Březina et Drunče au nord, par Rosička au nord-est, par Horní Radouň au sud-ouest, et par Deštná à l'ouest.

## Histoire
La première mention écrite du village date de 1255.

## Source
- (cs) Cet article est partiellement ou en totalité issu de l’article de Wikipédia en tchèque intitulé « Světce » (voir la liste des auteurs).